# Jüdischer Friedhof (Detmold)
Der Jüdische Friedhof ist eine denkmalgeschützte Begräbnisstätte in Detmold im Kreis Lippe (Nordrhein-Westfalen).

## Geschichte
Der erste jüdische Friedhof in Detmold befand sich am ehemaligen Lemgoer Tor, in direkter Nachbarschaft zum reformierten Friedhof, der ab 1625 ursprünglich als Pestfriedhof diente. Heute ist an dem Standort die Weerthschule. Als der Friedhof 1724 zu klein wurde, baten die Juden Graf Simon Heinrich Adolf um Erlaubnis, ihn zu erweitern. 1726 verkaufte ihnen die Witwe Groppe dann ein Stück Land, welches direkt an den bestehenden Friedhof angrenzte. Zwar stellte sich auch hier im späten 18. Jahrhundert erneut Platzmangel ein, aber erst 1883 konnte vom Kaufmann Rudolf Heineman das Grundstück an der Spitzenkamptwete erworben werden.
1939 mussten die Detmolder Juden das Gelände an der Richthofenstraße (vormals Lemgoer Tor) an die Stadt verkaufen, 1948 wurden die „noch brauchbaren Steine“ auf den neuen Friedhof überführt, so dass 1954 der alte Friedhof eingeebnet werden konnte.

## Charakteristik

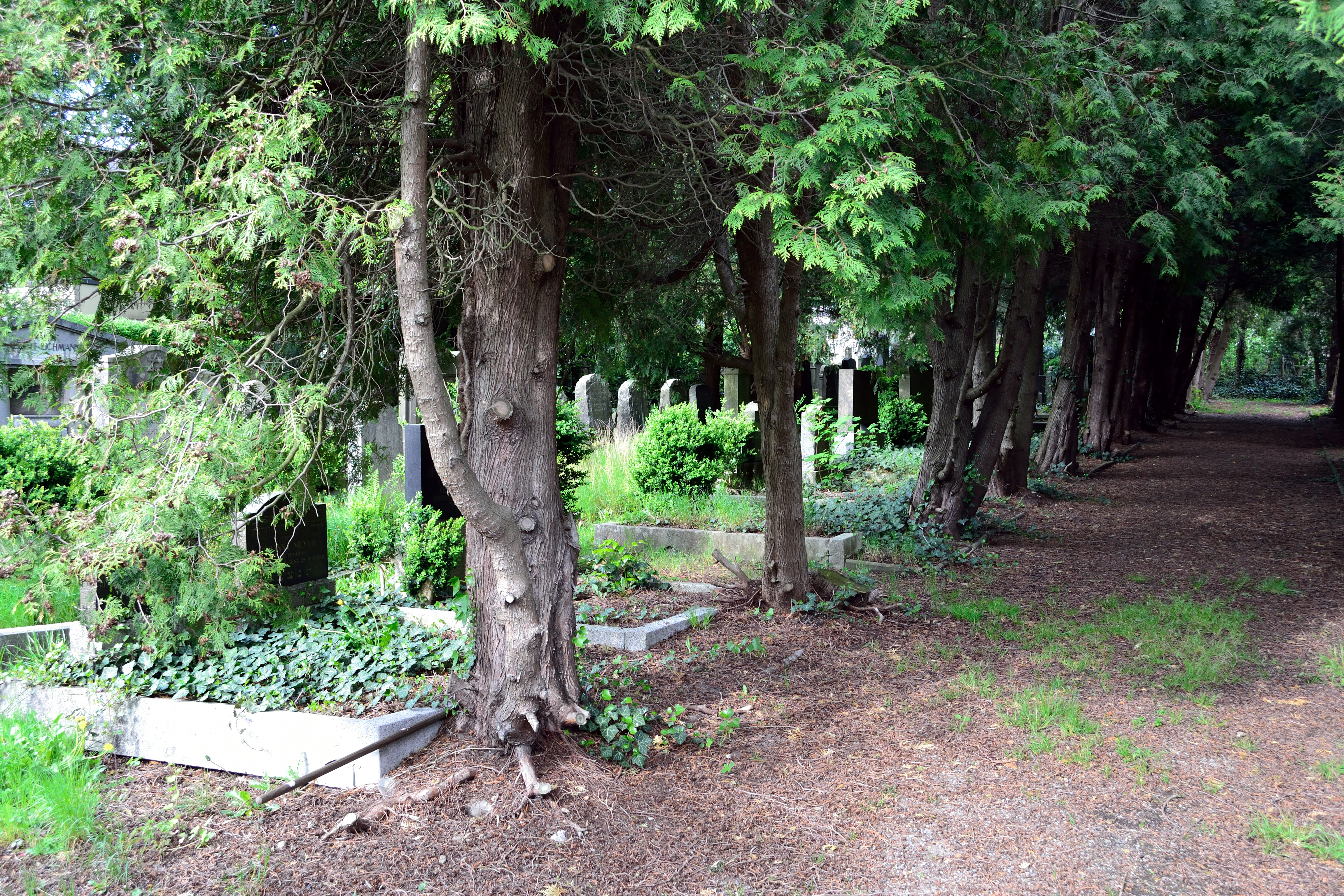
Jüdischer Friedhof an der Spitzenkamptwete

Der Friedhof belegt eine Fläche von etwa 28 × 53 m. Mittendurch führt eine Allee aus Lebensbäumen. Der Eingang an der westlichen Seite besteht aus einem zweiflügeligen Schmiedeeisentor, welches in zwei schlichte Pfeiler eingefasst ist.
Im vorderen Bereich auf der rechten Seite stehen die vom alten Friedhof überführten Grabsteine, der älteste davon aus dem Jahr 1731.
Bemerkenswerte Grabstätten sind u. a. die des Bankiers Hermann Salomon (1843–1907), dessen Grabdenkmal vom Berliner Architekten Bruno Möbius entworfen wurde, die der Familie Blank und die der Familie des Detmolder Fabrikanten (Vereinigte Möbelfabriken) und Vorsitzenden des Israelitischen Gemeindetages, Albert Eichmann.
Bei der Begräbnisstätte handelt es sich um einen offenen Friedhof, das heißt, es sind nach wie vor Bestattungen durch die Jüdische Gemeinde Herford-Detmold möglich.